# منتخب بوتسوانا لكرة الطائرة للرجال
منتخب بوتسوانا لكرة الطائرة للرجال هو ممثل بوتسوانا الرسمي في المنافسات الدولية في كرة طائرة
.